# Теочин
Теочин је насеље у Србији у општини Горњи Милановац у Моравичком округу. Према попису из 2022. било је 401 становника. Удаљено је 26 км од Горњег Милановца и налази се на старом путу Ваљево - Чачак. Налази се на падини планине Сувобор, на надморској висини од 600 до 780 м и на површини од 2.026 ха.
Теочин је имао општину и школу а некада је припадао парохији села Брезна. Сеоска слава је други дан Тројица, а сеоски вашар је недеља по Госпојини.

## Историја
Теочин се први пут помиње у турском попису 1525. године под именом Телчино. Тада је имао 6 домова. Порекло имена није утврђено. У селу има трагова насеља и рударења из периода средњовековне Србије. Село је расељено доласком Турака, а наново је насељено у 18. и 19. веку доласком досељеника из Црне Горе, Старог Влаха и ужичког краја.
У Теочину је некада постојала црква брвнара коју су по предању верници једне ноћи преместили у село Брезну плашећи се турске освете због убиства једног њиховог харачлије.
У овом селу је 1775. године рођен устанички војвода Милић Дринчић. Он је 1804. године учествовао у ослобађању Рудника и постао буљукбаша, а 1811. године и војвода црногорски. Учествовао је у свим договорима о дизању Другог српског устанка и био војводау у њему. Погинуо је 14. јула 1815. године у боју на Дубљу.
У селу постоји Шарчев извор, који је наводно добио име по Шарцу Марка Краљевића који је на њему пио воду.
У ратовима у периоду од 1912. до 1918. године село је дало 185 ратника. Погинуло их је 135 а 50 је преживело.
У селу је 1936. још живео стари Јеремија Недић за кога је речено да је био побратим чехословачког председника Томаша Масарика и који је посетио његов дом. У околини се копао магнезит.

## Географија
Теочин се налази на јужној подгорини Рајца, на пространој површи динарског правца. Атар Теочина је брдско-планинске природе и са свих страна је опкољен шумом, јер је село настало у крчевинама. Атар се налази на површи дугачке косе, која је целом дужином заравњена и широка. Сам терен се састоји од кречњака, на чијој површини се налази танак покривач црвенкасте глине, па на њему нема извора и водотокова. Теочин је повезан асфалтним путем са Горњим Милановцем преко Бершића и са Пожегом преко Прањана. Овај пут се наставља према северозападу до Брајића. Због овог пута кроз Теочин саобраћа аутобуска линија. У самом седишту села налази се четворогодишња школа, две продавнице, месна канцеларија и једна кафана. У Теочину мештани имају воћњаке шљиве „пожегаче“ од које праве шљивову ракију препеченицу. Међутим, главна пољопривредна агрокултура која је препородила село је гајење кромпира, која добро успева и има изузетан квалитет.
Овде се налазе Стари надгробни споменици у Теочину (општина Горњи Милановац), Крајпуташи у Теочину, Крајпуташ Ковачевићу у Теочину и Крајпуташ поднареднику Крсти Брковићу у Теочину.

## Демографија
У пописима село је 1910. године имало 1.310 становника, 1921. године 1.450, а 2002. године тај број је спао на 690.
У насељу Теочин живи 598 пунолетних становника, а просечна старост становништва износи 45,1 година (43,6 код мушкараца и 46,8 код жена). У насељу има 205 домаћинстава, а просечан број чланова по домаћинству је 3,37.
Ово насеље је великим делом насељено Србима (према попису из 2002. године), а у последња три пописа, примећен је пад у броју становника.
|  |

| Демографија | Демографија | Демографија |
| Година      | Становника  | Становника  |
| ----------- | ----------- | ----------- |
| 1948.       | 1.362       |             |
| 1953.       | 1.317       |             |
| 1961.       | 1.178       |             |
| 1971.       | 1.081       |             |
| 1981.       | 980         |             |
| 1991.       | 771         | 771         |
| 2002.       | 690         | 690         |
| 2011.       | 566         |             |

| Етнички састав према попису из 2002.‍ | Етнички састав према попису из 2002.‍ | Етнички састав према попису из 2002.‍ | Етнички састав према попису из 2002.‍ | Етнички састав према попису из 2002.‍ |
| ------------------------------------ | ------------------------------------ | ------------------------------------ | ------------------------------------ | ------------------------------------ |
|                                      |                                      |                                      |                                      |                                      |
| Срби                                 | Срби                                 |                                      | 688                                  | 99,71%                               |
| Румуни                               | Румуни                               |                                      | 1                                    | 0,14%                                |
| непознато                            | непознато                            |                                      | 1                                    | 0,14%                                |

| Година пописа     | 1948. | 1953. | 1961. | 1971. | 1981. | 1991. | 2002. |
| ----------------- | ----- | ----- | ----- | ----- | ----- | ----- | ----- |
| Број домаћинстава | 261   | 264   | 258   | 264   | 247   | 214   | 205   |

| Број чланова      | 1  | 2  | 3  | 4  | 5  | 6  | 7 | 8 | 9 | 10 и више | Просек |
| ----------------- | -- | -- | -- | -- | -- | -- | - | - | - | --------- | ------ |
| Број домаћинстава | 45 | 51 | 25 | 23 | 22 | 23 | 7 | 5 | 2 | 2         | 3,37   |

| Пол    | Укупно | Неожењен/Неудата | Ожењен/Удата | Удовац/Удовица | Разведен/Разведена | Непознато |
| ------ | ------ | ---------------- | ------------ | -------------- | ------------------ | --------- |
| Мушки  | 310    | 87               | 197          | 18             | 8                  | 0         |
| Женски | 304    | 42               | 197          | 64             | 1                  | 0         |
| УКУПНО | 614    | 129              | 394          | 82             | 9                  | 0         |

| Пол    | Укупно                    | Пољопривреда, лов и шумарство | Рибарство                            | Вађење руде и камена | Прерађивачка индустрија       |
| ------ | ------------------------- | ----------------------------- | ------------------------------------ | -------------------- | ----------------------------- |
| Мушки  | 226                       | 211                           | 0                                    | 0                    | 5                             |
| Женски | 168                       | 148                           | 0                                    | 0                    | 7                             |
| УКУПНО | 394                       | 359                           | 0                                    | 0                    | 12                            |
| Пол    | Производња и снабдевање   | Грађевинарство                | Трговина                             | Хотели и ресторани   | Саобраћај, складиштење и везе |
| Мушки  | 1                         | 2                             | 3                                    | 0                    | 2                             |
| Женски | 0                         | 0                             | 2                                    | 3                    | 2                             |
| УКУПНО | 1                         | 2                             | 5                                    | 3                    | 4                             |
| Пол    | Финансијско посредовање   | Некретнине                    | Државна управа и одбрана             | Образовање           | Здравствени и социјални рад   |
| Мушки  | 0                         | 0                             | 2                                    | 0                    | 0                             |
| Женски | 0                         | 0                             | 0                                    | 3                    | 2                             |
| УКУПНО | 0                         | 0                             | 2                                    | 3                    | 2                             |
| Пол    | Остале услужне активности | Приватна домаћинства          | Екстериторијалне организације и тела | Непознато            | Непознато                     |
| Мушки  | 0                         | 0                             | 0                                    | 0                    | 0                             |
| Женски | 1                         | 0                             | 0                                    | 0                    | 0                             |
| УКУПНО | 1                         | 0                             | 0                                    | 0                    | 0                             |

## Галерија
- Здравица деда Радише
„Ракеца” Брковића
- Домаћинство Брковића у Теочину